# Artik
Artik (arménsky Արթիկ) je město v Širaku, provincii na severozápadě Arménie.  K roku 2012 v něm žilo přes sedmnáct tisíc obyvatel a jednalo se tak o druhé nejlidnatější město provincie po jejím hlavním městě, Gjumri.

## Poloha a doprava
Artik leží u severozápadních výběžků Aragacu. Od Gjumri, správního střediska provincie, je vzdálen přibližně dvacet kilometrů jihovýchodně. Z Gjumri do Artiku vede železniční trať s nákladním provozem, která je ukončena v Maraliku jihozápadně od Artiku.

## Dějiny
V oblasti je doloženo osídlení již v době bronzové.
Ve dvacátém století se město rozvinulo v středisko průmyslu. Za éry Arménské sovětské socialistické republiky zde byla významná těžba tufu, která byla posléze utlumena.